# Sao băng

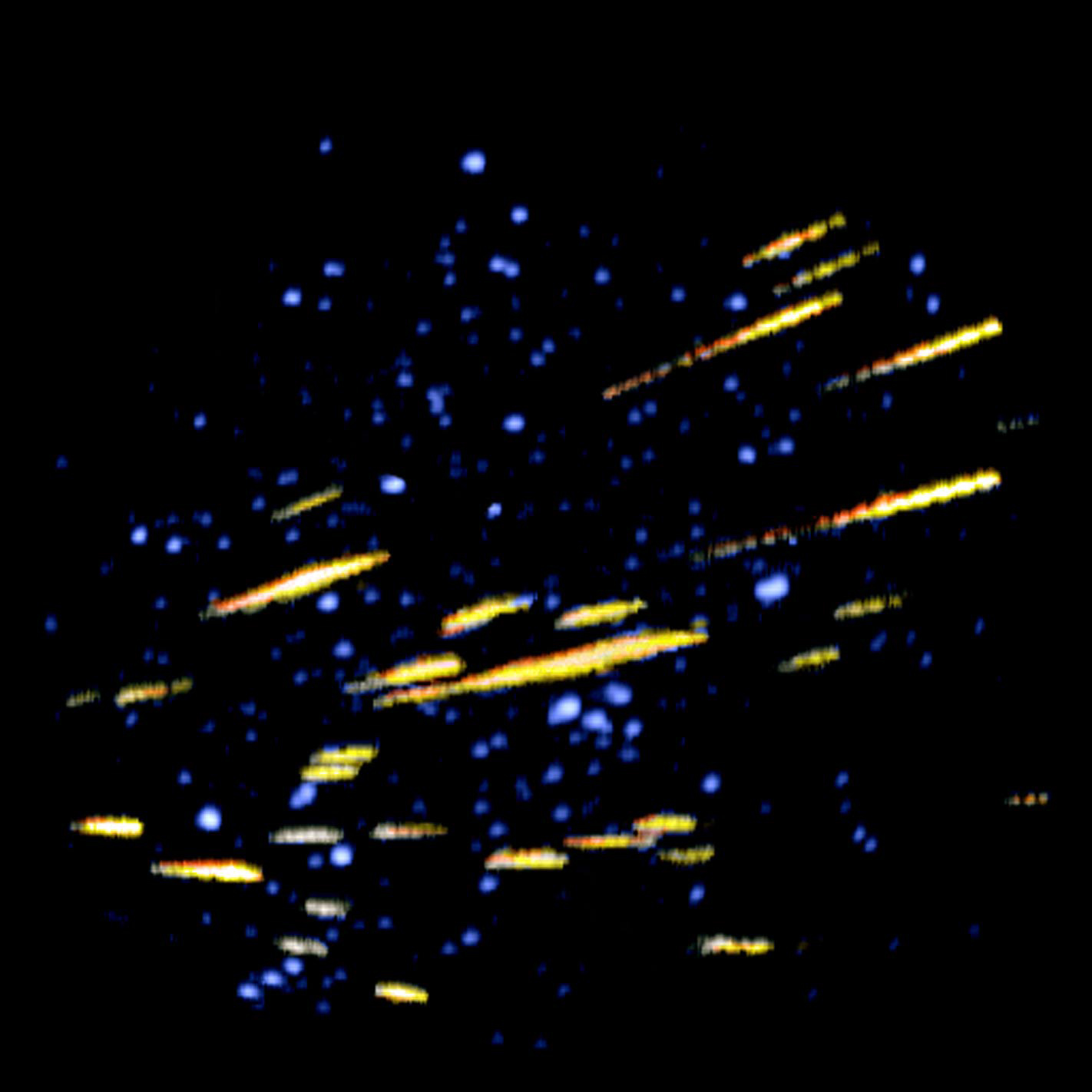
Mưa sao băng Alpha-Monocerotid, 1995

Sao băng, sao sa, hay sao đổi ngôi, là đường nhìn thấy của các thiên thạch và vẫn thạch khi chúng đi vào khí quyển Trái Đất (hoặc của các thiên thể khác có bầu khí quyển). Trên Trái Đất, việc nhìn thấy đường chuyển động của các thiên thạch này là do nhiệt phát sinh ra bởi áp suất nén khi chúng đi vào khí quyển. (Lưu ý là rất nhiều người cho rằng đó là do ma sát, tuy nhiên ma sát ở các tầng cao của khí quyển là không đủ lớn để có thể làm nóng thiên thạch đến mức phát sáng, do mật độ không khí ở đây rất loãng). Khi thiên thạch chuyển động với vận tốc siêu thanh, nó sinh ra các sóng xung kích (shock wave) do nó "va chạm" với các "hạt" của khí quyển và nén chúng nhanh hơn so với chúng có thể dãn ra khỏi đường chuyển động của thiên thạch. Với vận tốc cao như vậy, các phân tử không khí trên đường đi của thiên thạch bị nung nóng bởi sóng xung kích, hoặc bị nén quá mạnh đến mức nhiệt độ của sóng xung kích tăng lên đến hàng ngàn độ và làm cho các thành phần vật chất của thiên thạch bị nung đến nóng sáng. Những sao băng sáng, thậm chí sáng hơn cả độ sáng biểu kiến của Kim Tinh, đôi khi được gọi là quả cầu lửa.

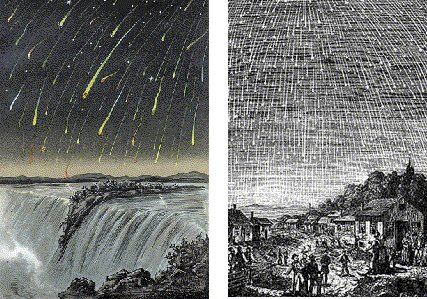
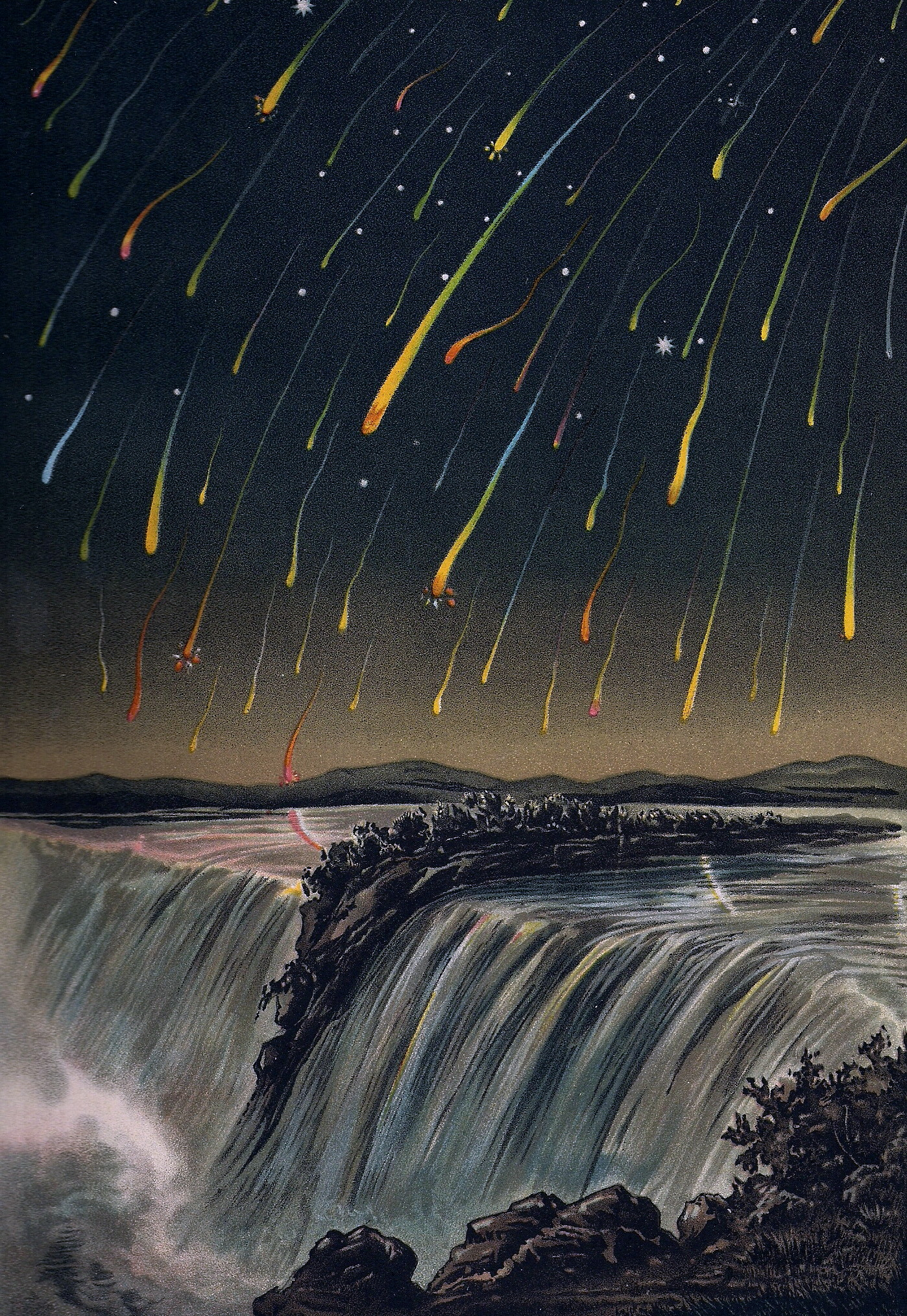
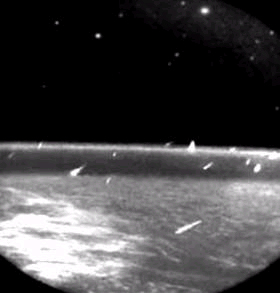

Có rất ít thiên thạch có khả năng rơi xuống đến tận mặt đất, do phần lớn chúng có kích thước và khối lượng nhỏ nên đã bị thiêu cháy hết trên đường đi xuống mặt đất hoặc đơn giản là chúng chỉ xẹt ngang qua bầu khí quyển của Trái Đất rồi lại tiếp tục hành trình của mình trong không gian do chúng có vận tốc đủ lớn để không bị rơi xuống Trái Đất. Thông thường, một sao băng có thể có màu trắng, trắng xanh, xanh lá, đỏ,... Sao băng màu trắng hoặc xanh là những loại phổ biến nhất và dễ quan sát bằng mắt thường.
Có một vài định nghĩa về sao băng của các nhà thiên văn học nổi tiếng như Luhman - trợ giảng môn thiên văn học và vật lý thiên thể tại Trường đại học nổi tiếng Penn State trùng khớp với lý giải của khoa học: "Chúng không hiếm chút nào, thậm chí chúng còn không phải là sao", "Những mảnh băng và mảnh vỡ này có kích cỡ từ hạt cát cho đến một tảng đá. Các vật thể lớn hơn được gọi là tiểu hành tinh còn nhỏ hơn thì mang tên bụi thiên thạch".

## Đuôi ion hóa
Trong quá trình thiên thạch đi vào tầng trên của bầu khí quyển Trái Đất, đuôi ion hóa sẽ được tạo ra, ở đó các phân tử không khí trong tầng trên của khí quyển bị ion hóa do chuyển động của thiên thạch. Đuôi ion hóa này có thể tồn tại đến 1 phút sau khi nó được tạo ra. Những thiên thạch nhỏ, có kích thước từ cỡ hạt bụi đến hạt cát đi vào khí quyển Trái Đất thường xuyên, có thể là cứ sau một vài giây ở một khu vực nào đó, vì thế các đuôi ion hóa có thể tìm thấy trong tầng trên của khí quyển tương đối liên tục. Những đuôi ion hóa như vậy đã được thử nghiệm để giữ bảo mật cho hệ thống liên lạc quân sự trên chiến trường. Ý tưởng cơ bản của hệ thống này là: các đuôi ion hóa được coi như các tấm gương phản xạ các sóng radio. Việc đảm bảo bí mật có được là do chỉ có các đài thu ở các vị trí chính xác nào đó mới thu nhận được tín hiệu từ đài phát, giống như sự phản xạ ánh sáng của các gương thông thường. Vì bản chất rời rạc của hiện tượng ion hóa, những hệ thống như vậy bị giới hạn với tốc độ truyền thông tin thấp, chủ yếu là 9.600 baud.
Các thiên thạch lớn có thể tạo ra đằng sau nó các đuôi ion hóa lớn, mà sau đó chúng tương tác với từ trường Trái Đất. Khi các đuôi ion này biến mất, hàng MW năng lượng điện từ có thể được giải phóng, với đỉnh của năng lượng ở các bước sóng radio. Một điều lạ lùng là mặc dù các sóng này là sóng điện từ nhưng chúng ta vẫn có thể nghe được chúng: chúng đủ mạnh để làm cho kính cửa sổ, cây cối, kính đeo mắt, tóc quăn và một số vật liệu khác rung động. Xem ví dụ ở Listening to Leonids (NASA, 2001) Lưu trữ ngày 4 tháng 10 năm 2009 tại Wayback Machine để hiểu thêm về các chi tiết liên quan đến hiện tượng âm thanh này.

## Kỷ lục
Có rất ít thiên thạch tồn tại trên mặt đất để chúng ta quan sát được. Hầu hết chúng ẩn sâu dưới các lớp đất, chỉ để lại những cái hố khổng lồ và sâu hoắm, giúp chúng ta biết chúng ở đâu mà thôi.
Hố sâu nhất được biết tới hiện nay nằm ở Wilkes Land, thuộc châu Nam Cực, rộng 150 dặm, sâu 0,5 dặm. Các nhà khoa học ước đoán thiên thạch tạo nên hố này nặng tới 14 tỉ tấn và di chuyển với tốc độ 44.000 dặm/h khi va chạm vào bề mặt Trái Đất. 
Thiên thạch lớn nhất hiện được trưng bày trong Bảo tàng Hayden Planetarium ở Thành phố New York, nặng 34 tấn. Nó được phát hiện năm 1897 ở gần bờ biển phía tây đảo Greenland.
Người ta ước tính mỗi năm chỉ có khoảng 150 vụ thiên thạch đụng vào bề mặt Trái Đất và việc con người bị những thiên thạch này đụng phải là vô cùng hiếm hoi.

## Huyền thoại
Những niềm tin sau đây có thể tồn tại ở một số người:
- Nếu ước nguyện một điều gì vào đúng lúc có sao băng thì lời ước ấy sẽ thành sự thật.
- Người ta cho rằng mỗi một người sống trên trần gian đều có một ngôi sao chiếu mệnh, khi ngôi sao đó rơi (sao băng) thì người đó sẽ chết. Do vậy, khi nhìn thấy hiện tượng sao băng thì người ta cho rằng sẽ có một ai đó chết.

Những niềm tin này thực ra không có cơ sở khoa học. Sao băng chỉ là những hạt bụi hay tảng đá có kích thước to hay nhỏ khác nhau và có nguồn gốc vũ trụ rơi vào hay bay ngang qua bầu khí quyển Trái Đất. Chúng không thể có mối liên hệ thực sự nào với những niềm tin trên đây.

## Văn hóa
- Bài hát Mưa sao băng do Minh Khang sáng tác và Ngô Kiến Huy trình bày
- Phim truyền hình Vườn sao băng của Hàn Quốc do Jeon Ki-sang làm đạo diễn
- Phim Cùng ngắm sao băng của Đài Loan